# Kristofer Leirdal

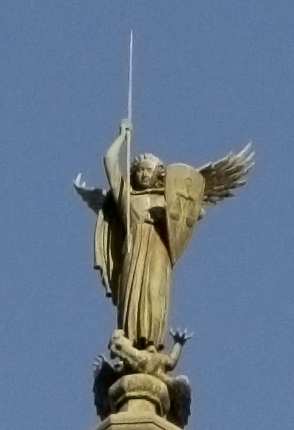
Arcángel Miguel, en la torre norte de la Catedral de Nidaros.
Foto: Morten Dreier

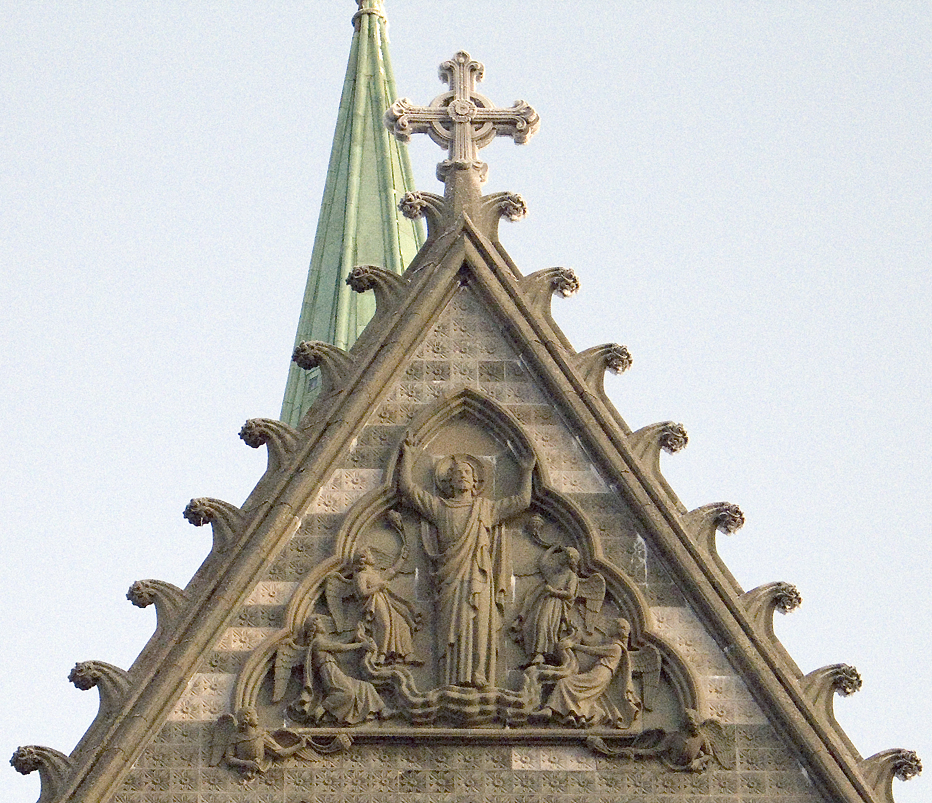
Cristo triunfante.

Kristofer Leirdal (Aure, 15 de diciembre de 1915 - Trondheim, 6 de julio de 2010) fue un escultor noruego.
Estudió en la Escuela Estatal de Arte y Artesanías, en Oslo, entre 1936 y 1938, y desde ese año hasta 1940 en la Academia Nacional de Arte, donde tuvo como profesor a Wilhelm Rasmussen. Debutó como escultor en la Høstutstillingen (exposición de otoño) de 1941.
Trabajó en la Escuela de Arte de Trondheim y en el departamento de arquitectura del Instituto Tecnológico Noruego, en esa misma ciudad. Sin embargo, es más conocido por su trabajo relacionado con la restauración de la catedral de Nidaros desde 1941. Entre sus obras más significativas en la catedral se encuentran el Cristo triunfante, un relieve sobre el piñón de la fachada occidental, varias esculturas, y la estatua en bronce del Arcángel Miguel, en lo más alto de la torre norte. Esta última escultura, colocada en 1969, desató rumores por su parecido con el cantautor estadounidense Bob Dylan, rumores que fueron confirmados por el mismo Leirdal en 2001.
Entre otras obras, destacan varios monumentos, como el monumento a los caídos de Trondheim (1948), realizado en memoria de los muertos noruegos de la Segunda Guerra Mundial; y el monumento al escritor Johan Falkberget (1967), también en Trondheim. Su monumento en el pueblo pesquero de Titran rememora la tragedia de 1899, cuando casi toda la población masculina de la localidad desapareció en el mar. Ha trabajado con relieves en terracota en el crematorio de Larvik y en la capilla funeraria de Steinkjer.
En 1965 fue condecorado con la Medalla de la Catedral (Domkirkemedaljen) por sus contribuciones a la remodelación de la catedral de Nidaros. En 1987 recibió el Premio de la Cultura de la Provincia de Sør-Trøndelag, y en 1997 fue nombrado caballero de primera clase de la Orden de San Olaf.